# ميثانية رزمية مازية
ميثانية رزمية مازية (الاسم العلمي: Methanosarcina mazei) هي نوع من العتائق تتبع جنس الميثانية الرزمية من فصيلة الميثاناوية الرزمية     .	